# Хурриты

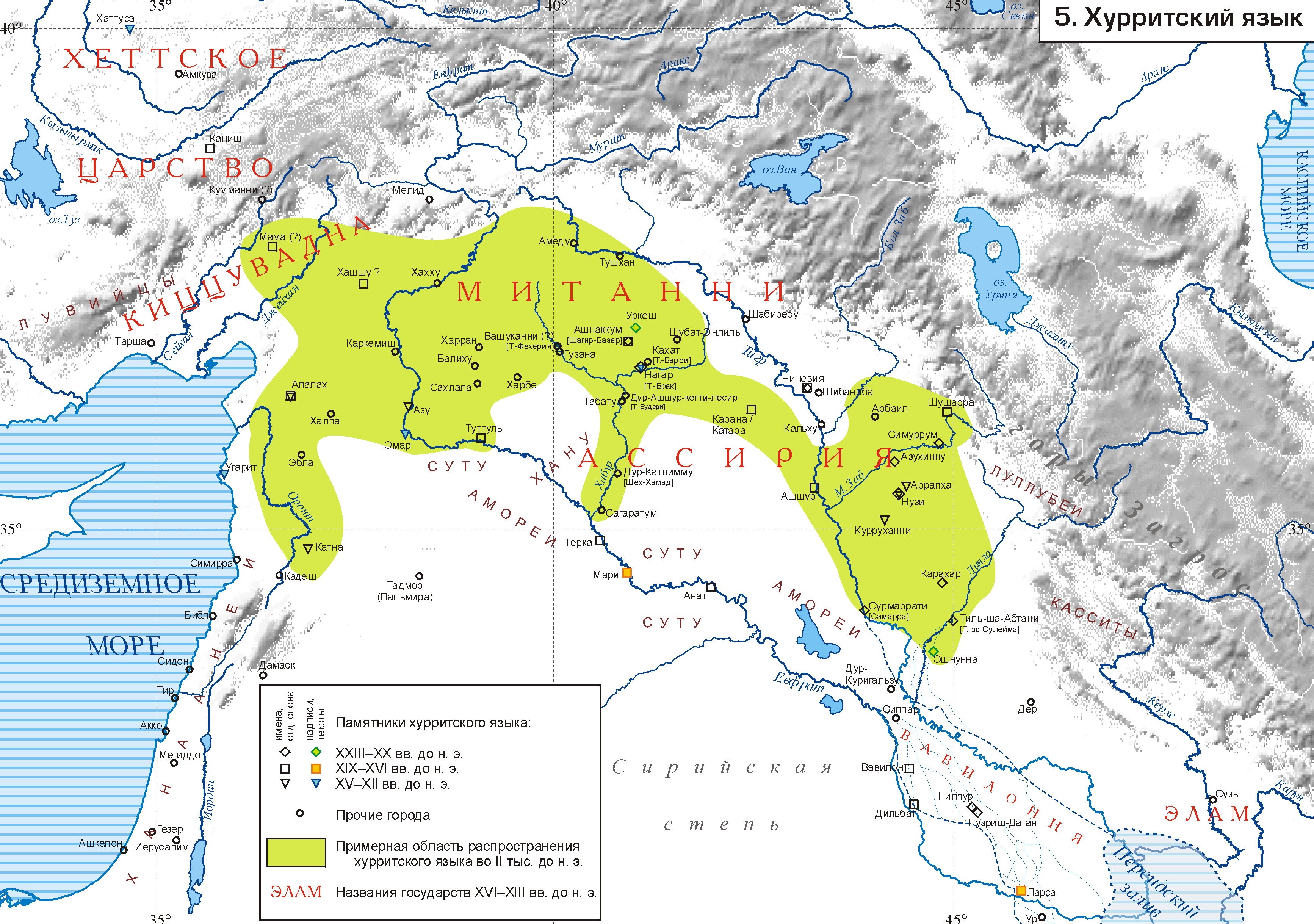
Распространение хурритского языка во 2-м тысячелетии до н. э.

Хурри́ты (хурр. 𒄷𒌨𒊑; транслитерация: Ḫu-ur-ri) — древний народ, появившийся на Армянском нагорье и распространившийся по всей территории северной Месопотамии во второй половине 3-го тысячелетия до н. э. Принадлежал к особой хуррито-урартской языковой семье. Известны с 3-го тысячелетия до н. э. в Северной Месопотамии и по левым притокам Тигра. В Сирии и Месопотамии жили рядом с семитами. В XVI—XIII веках до н. э. хурриты создали в Северной Месопотамии государство Митанни и оказали сильное влияние на Хеттское царство. В XIII веке до н. э. захватили государство Хайаса на Армянском нагорье. В 1-м тысячелетии до н. э. жили разорванными ареалами по западным, южным и восточным окраинам Армянского нагорья. Хурриты и урарты сыграли определённую роль в этногенезе армянского народа и определили основную линию физической преемственности, а индоевропейцы — носители протоармянского языка, в силу ряда исторических причин, передали хурритам свой язык.
Хурритские государства Кумми и Алше появились в конце 3-го тысячелетия до н. э. на Армянском нагорье. Хурриты населяли город Уркеш, основанный в 4 тысячелетии до н. э. в Месопотамии. Начиная с 1475 г. до н. э. по 1365 г. до н. э. хурритское царство Митанни было сильнейшим государством на Ближнем Востоке. Урарту включало в себя большой массив хурритского населения, которое преобладало в царстве Митанни. Некоторые исследователи считают ассирийское слово наири названием народа хурритов.
Хурриты принадлежат к тем древневосточным народам, былая роль которых забыта исторической традицией и выявлена заново в XIX в. по материалам археологических раскопок. Начавшиеся в 1906 г. раскопки хеттской столицы Хаттусы дали наряду с текстами на первоначально непонятном языке также и аккадские государственные договоры, из которых стало известно о существовании «страны Хурри» и «людей (страны) Хурри».
Семитолог и ассириолог Артур Унгнад считал хурритов древнейшим этническим субстратом Месопотамии и первостепенным культурным фактором, то есть отожествлял с субареями. Впоследствии эта гипотеза была доказана.

## Язык и происхождение

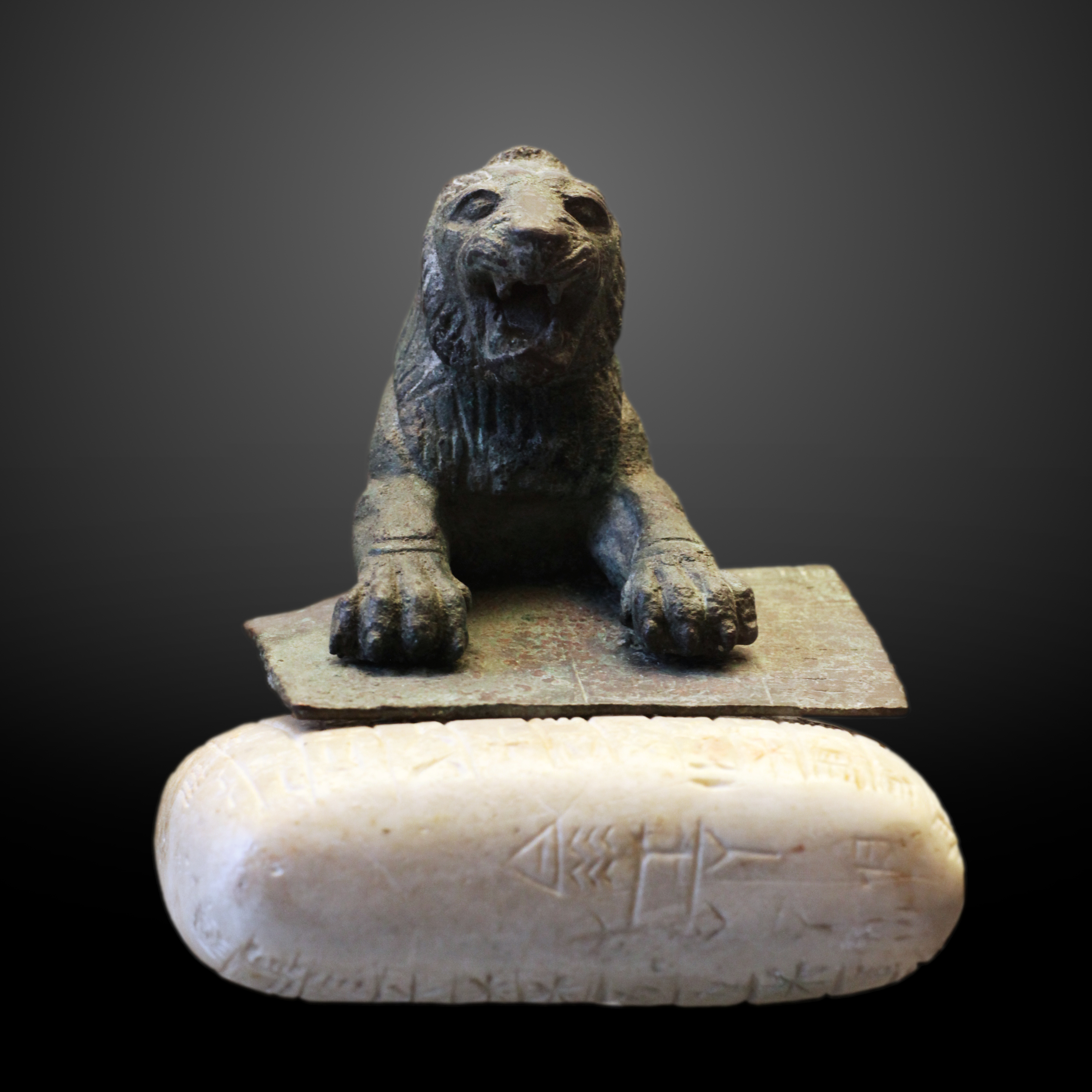
Экспонат Лувра — лев и каменная плита с самым ранним известным текстом на хурритском языке.

Хурриты принадлежали к арменоидной группе популяций (наряду с урартами и аккадийцами) и происходили из Армянского нагорья, однако довольно быстро вышли за пределы исконных мест обитания и в конце концов распространились по большой территории.
Самое раннее зарегистрированное присутствие народа хурритов упоминается в месопотамских записях конца 3-го тысячелетия. Они указывают на область к востоку от реки Тигр и горный регион Загрос как среду обитания хурритов. В начале 2-го тысячелетия, появляются свидетельства крупной миграции хурритов из области у озера Ван на запад (миграция, вероятно, была вызвана вторжением индоиранцев с севера). В этот период факты указывают на то, что хурриты заняли доминирующее положение в регионе, свергнув некоторых ассирийских правителей. К востоку от Тигра начали появляться процветающие торговые города, основанные хурритами; одним из таких городов стал Нузи. Хурритская культура начала преобладать во многих частях Сирии. Затем хурриты заняли значительную часть восточной Анатолии, став, таким образом, соседями хеттов.
По поводу хурритского языка существует консенсус учёных о непосредственной его связи с урартским языком. Относительно дальнейших родственных связей хурритского языка мнения учёных расходятся. В соответствии с последними исследованиями, Арно Фурне (2019) и Аллан Р. Бомхард полагают, что хуррито-урартские языки являются особой ветвью индоевропейской языковой семьи, что подтверждается лексическим сходством. С. А. Старостин и И. М. Дьяконов полагали, что хурритский язык находится в отдалённом родстве с современными северокавказскими (нахско-дагестанскими) языками. Обнаружение новых текстов на хурритском языке, а также развитие северокавказского сравнительно-исторического языкознания в настоящее время сделали данную гипотезу менее популярной. Крайне низким оказался объём предполагаемых восточнокавказско-хурритских лексических изоглосс. В 100-словном списке базисной лексики почти не обнаруживаются какие-либо совпадения между засвидетельствованным хурритским и северокавказским праязыком. Лингвистический анализ показывает, что хурритский язык бытовал параллельно пранахскому языку в течение всего времени своей фиксации. Однако позже в 2014 году А. С. Касьян, полагал возможным включение хуррито-урартских языков в гипотетическую синокавказскую макросемью, предложенную С. А. Старостиным в 1980-х годах, что делает хуррито-урартские языки дальними родственниками северокавказского, енисейского и сино-тибетского протоязыков.
Начиная с конца 2-го тысячелетия до н. э. до VI в. до н. э. хурриты наряду с урартами и некоторыми другими народностями участвовали в процессе сложения армянского этноса.

## Этнография и география хурритов
Издревле хурриты заселяли Армянское нагорье и сопредельные районы. С 3-го тысячелетия до н. э. фиксируется расселение хурритских племён из разных областей Армянского нагорья в Северную Месопотамию, Каппадокию, Сирию и Палестину. Таким образом во 2-м тысячелетии до н. э. на всём пространстве от Аррапха и севера Митанни до современной Армении и Южной Грузии, и возможно до Большого Кавказского хребта, население было сравнительно однородным, то есть хурритским. Хурриты выступают наиболее вероятными основателями куро-аракской культуры, а также триалетской культуры. Последняя могла возникнуть в результате вторичного продвижения хурритов на север во второй половине 3-го тысячелетия до н. э.
С. П. Толстов считал, что название Хорезм переводится как «Страна хурритов» — Хваризам..

## История

Месопотамия во втором тысячелетии до н. э.

### Бронзовый век
Имеются факты существования хурритов на северо-западе Месопотамии и в районе Киркук в современном Ираке в середине бронзового века. Их присутствие было также подтверждено в Нузи, Уркеше и других местах. Впоследствии они распространились и заняли широкую дугу плодородных земель, простирающихся от долины реки Хабур на западе до подножия гор Загрос на востоке. И. Дж. Гелб и Э. А. Шпайзер считали, что семитоязычные ассирийцы / субареи были коренным субстратом северной Месопотамии с древнейших времен, в то время как хурриты прибыли туда позже. Однако согласно современным исследованиям, субареи были хурритским или, по крайней мере, хурро-урартским народом.

### Уркеш
Долина реки Хабур в течение долгого времени была сердцем хурритских государств. Первое известное хурритское царство возникло вокруг города Уркеш (современный Телль-Мозан) в третьем тысячелетии до нашей эры. Есть свидетельства того, что оно изначально были в союзе с Аккадской империей Месопотамии, так как хурриты прочно удерживали территорию во время правления Нарам-Суэна (около 2254—2218 гг. до н. э.). Этот регион был местом проживания также и других богатых культур. У города-государства Уркеш были влиятельные соседи. В какой-то момент в начале второго тысячелетия до нашей эры северо-западное семитоязычное аморейское царство Мари на юге подчинило Уркеш и сделало его вассальным государством. В непрерывной борьбе за власть в Месопотамии другая династия аморитов узурпировала трон Ассирийской империи, которая контролировала колонии в хурритских, хаттских и хеттских регионах восточной Анатолии с XXI века до нашей эры. Затем ассирийцы стали хозяевами Мари и большей части северо-восточного Амурру (Сирия) в конце XIX и начале XVIII веков до нашей эры. Шубат-Энлиль (современный Телль-Лейлан) был сделан Шамши-Ададом I столицей древнеассирийской империи.

### Ямхад
В этот период хурриты мигрировали дальше на запад. К 1725 г. до н. э. их следы были обнаружены также и в некоторых частях северной Сирии, таких как Алалах. Смешанное аморейско-хурритское царство Ямхад долгое время боролось за эту территорию с хеттским царем Хаттусилисом I около 1600 г. до н. э. Хурриты также поселились в прибрежном районе Адан в стране Киццуватна на юге Анатолии. Ямхад в конечном итоге ослаб, но это открыло хурритам возможность утвердиться в Анатолии. На хеттов в течение нескольких столетий оказывали влияние как хурритская, так и хаттская культура.

### Митанни
Войско Митанни владело высокой культурой коневодства и техникой колесничного боя, что, вероятно, и позволило объединить мелкие хурритские племенные группы Месопотамии и подчинить семитские (аморейско-аккадские) города-государства на всём пространстве между Загросскими и Аманосскими горными линиями.
Начало политического преобладания хурритов в Верхней Месопотамии относится к XVII в. до н. э. Концом этого века датируется большой поход хурритов Ханигальбата вглубь Малой Азии при хеттском царе Хаттусили I (который был в это время отвлечён экспедицией на запад полуострова). Этот факт указывает на то, что хурритское государство должно было консолидироваться в этот период. Набег хурритов был не без труда отражён хеттским властителем, который закрепил за собой территорию между горами Тавра и Евфратом. В позднейших текстах «Ханигальбат» выступает лишь как другое название царства Митанни, поэтому можно думать, что образовавшееся не позднее XVII в. крупное хурритское государство как раз и было хорошо известным из истории середины II тысячелетия царством Маитани (так в ранних текстах), или Митенни. И. М. Дьяконов полагает, что Ханигальбат было названием страны, а Митанни — одного из хурритских племён и его династии.
Внук и преемник Хаттусили I, Мурсили I, в 1595 г. до н. э. организовал поход на Вавилон. Он покончил с государством, основанным Хаммурапи (в дальнейшем его территорию захватили касситы). Насколько можно судить, Мурсили прошёл только вдоль Евфрата, не углубляясь в Ханигальбат (то есть во внутренние части Верхней Месопотамии), и имел с хурритами лишь небольшие стычки. После Мурсили в Хеттском царстве начались длительные внутренние междоусобицы, что способствовало возвышению и укреплению Митанни.
Первый известный по имени царь «Маитани» — Шуттарна I, сын Кирты, известен по оттиску печати в Алалахе конца XVI в. до н. э. После него правил Парраттарна, известный по большой надписи Идрими, царя Алалаха; Идрими был вынужден бежать от своих врагов в Эмар на Евфрате — видимо, в митаннийские владения — и впоследствии был восстановлен на престоле Алалаха с помощью Параттарны. С этого времени следует датировать начало проникновения митаннийского влияния в Сирию.

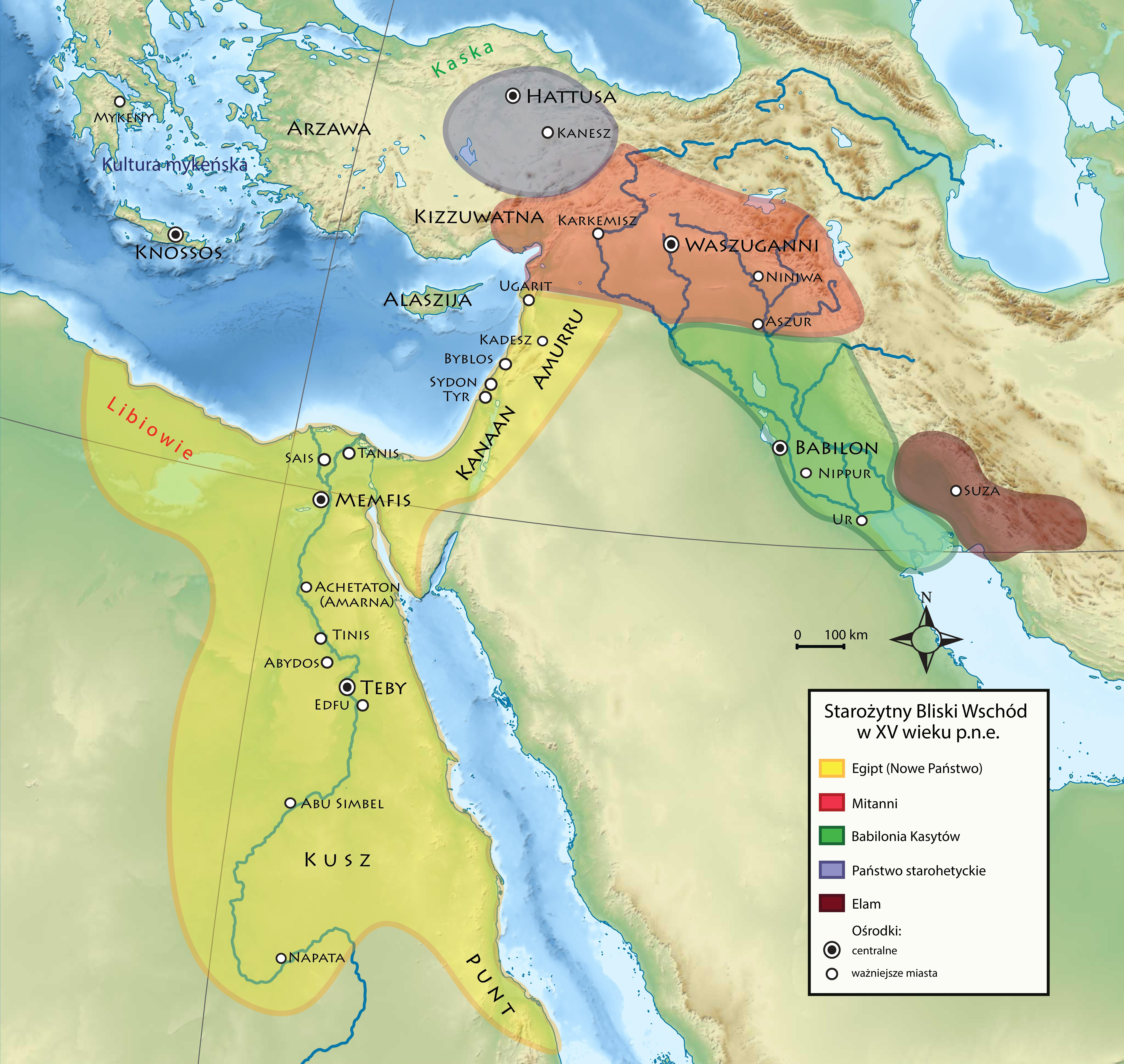
Митанни на карте Ближнего Востока в 1450 году до н. э.

Наиболее могущественным царем Митанни был Саусаттар, или Саусададаттар. Он носил титул «царя Маитани, царя воинов хурри». Он же заключил договор с царём Киццувадны к югу от гор Тавра. Ему подчинялись автономные Алалах и Аррапха. Ему же удалось установить власть над Ашшуром, который хотя и не вошёл непосредственно в состав государства Митанни, но имел митаннийского посла (суккаллу). Посол принимал участие в работе совета старейшин Ашшура и носил наравне с другими звание годичного эпонима-лимму. Митанни подчинялись многие города восточной части п-ова Малая Азия. Непосредственно в состав Митанни входила область Кадмухи на верхнем Тигре, а возможно, и некоторые области севернее его притоков.
Египетские фараоны XVIII династии в своих завоевательных походах XVI и последующих веков до н. э. на Палестину и Сирию постоянно соприкасались с местными правителями, носившими индоиранские имена — очевидно, состоявшими в родстве с митаннийской династией и бывшими её ставленниками. Египетские надписи называют Митанни термином «Нахрайна» — «Двуречье», или «Междуречье», из чего видно, что они отождествляли это государство со всей территорией Верхней Месопотамии между Евфратом и Тигром.
Фараону Тутмосу I (конец XVI в. до н. э.) впервые удалось выйти на Евфрат, где он поставил свою стелу с надписью, устанавливающей северную границу египетских владений. Таким образом, Египет и Митанни вступили в борьбу за сферы влияния, поскольку египтяне начали активно вытеснять власть Митанни, простиравшуюся на юго-востоке до Тунипа и Катны в северной Сирии. Во время походов египетского фараона Тутмоса III он встретил сопротивление со стороны коалиции сиро-палестинских властителей под эгидой Митанни. Согласно составленным писцом фараона Танини анналам, на 33 год своего царствования Тутмос вторгся в пределы Митаннийского царства, вынудив его правителя бежать за Евфрат.
Война с Митанни шла с переменным успехом вплоть до правления Артадамы I в Митанни и Тутмоса IV в Египте (конец XV в. до н. э.), когда между ними был заключён мир и Артадама отдал свою дочь в гарем фараона. Это замирение объясняется мощной угрозой Митанни со стороны усилившегося Хеттского царства, царь которого Хаттусилис III проник глубоко в Сирию. Весь последующий период идут войны между хеттами и митаннийцами (и сторонниками тех и других), а в Митанни начинается полоса династических распрей. Тем не менее царь Тушратта, опираясь на дружбу с Египтом, смог успешно сражаться с хеттами и благополучно долгое время процарствовать в Верхней Месопотамии (вплоть до вступления Аменхотепа IV на египетский трон).
По смерти Тушратты престол Митанни формально переходит к престарелому и больному сопернику Тушратты, Артадаме II, издавна претендовавшему на него. Фактически страной правит его сын Шуттарна III. Эти события происходили при хеттской поддержке, помимо прямой помощи, которую Артадама II и Шуттарна получили от Алзи (царства в долине реки Арацани-Мурадсу на Армянском нагорье) и от Ашшура. Схватив большую группу знати — сторонников Тушратты, Шуттарна попытался передать их в Ашшур, но ашшурские власти, очевидно, не желавшие связывать себя ввиду неопределённости дальнейших событий в Митанни, отказались их принять, и тогда Шуттарна приказал всех их казнить. Однако двести колесниц во главе с их начальником Аги-Тешшубом бежали в дружественную страну Аррапху. Опираясь на них, Шаттиваза, сын Тушратты, вступил в переговоры с касситским царём, но тот отнял у него все колесницы, и царевич, едва спасшись бегством, обратился за помощью к хеттам. Там он появился с одной колесницей и двумя сопровождавшими его хурритами, не имея даже сменной одежды, но был встречен по-царски: Суппилулиума отдал ему в жёны свою дочь, предварительно выяснив, какое она займёт положение в Митанни, и предоставил ему войско во главе со своим сыном. После разгрома митаннийской армии Суппилулиума, по просьбе Шаттивазы, сделал его наследником престола Миттани и оставил на троне тяжело больного Артадаму, дядю Шаттивасы. События завершились тем, что гегемония Митанни пресеклась: на западе возобладали хетты, на востоке поднялась Ассирия. Государство Митанни потеряло политическое значение, а в 1250 г. до н. э. было окончательно уничтожено Ассирией, ранее зависевшей от Митанни.

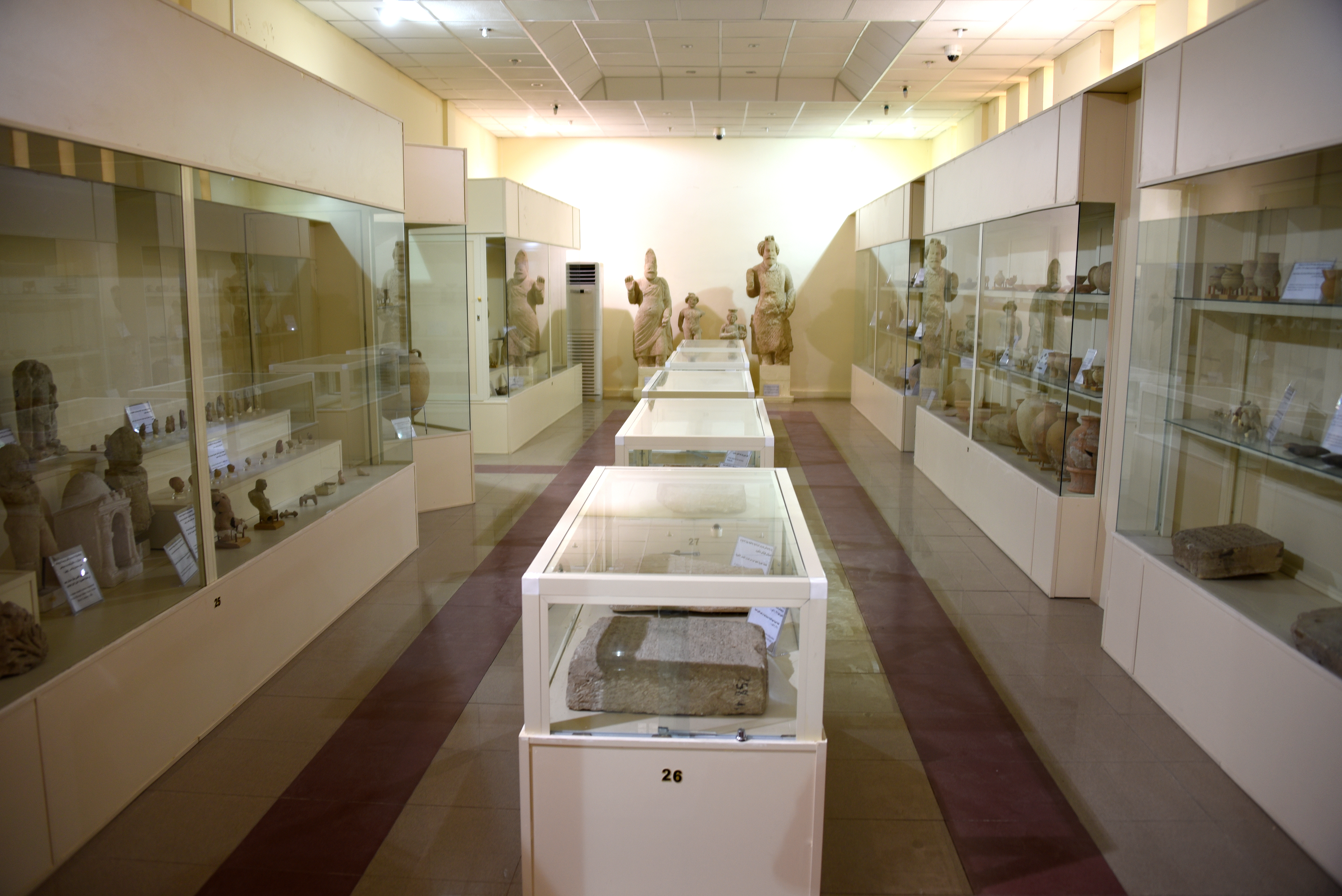
Один из залов Эрбильского музея цивилизации, в котором представлены хурритские и урартские артефакты.

### Аррапха
Другое хурритское царство также извлекло выгоду от ослабления Вавилона в шестнадцатом веке до нашей эры. Хурриты начали заселять регион к северо-востоку от реки Тигр, вокруг современного Киркука. Это было королевство Аррапха. Раскопки в Йорган-Тепе, древнем Нузи, доказали, что это одно из самых важных мест, свидетельствующих о хурритах. Хурритские цари, такие как Ити-Тешуп и Ития, правили Аррапхой, но к середине пятнадцатого века до нашей эры они стали вассалами Великого царя Митанни. Само царство Аррапха было разрушено ассирийцами в середине XIV века до нашей эры.
Сведения об Аррапхе сохранились благодаря подробной документации, которая велась бежавшими из Вавилонии писцами. Царские и частные архивы обнаружены в городе Нузи. Население Аррапхи, занимавшееся сельским хозяйством, было объединено в большесемейные общины, часть которых специализировалось на определённых видах ремёсел. Цари в Аррапхе пользовались ограниченной властью, сводившейся в основном к функции военачальника. В конце XIV века до н. э., после разгрома Митанни (своего единственного союзника в регионе) Ассирией, Аррапха, утратив самостоятельность, оказалась под властью ассирийских царей. В 615 до н. э. Аррапха была захвачена мидийским царём Киаксаром.

## Религия

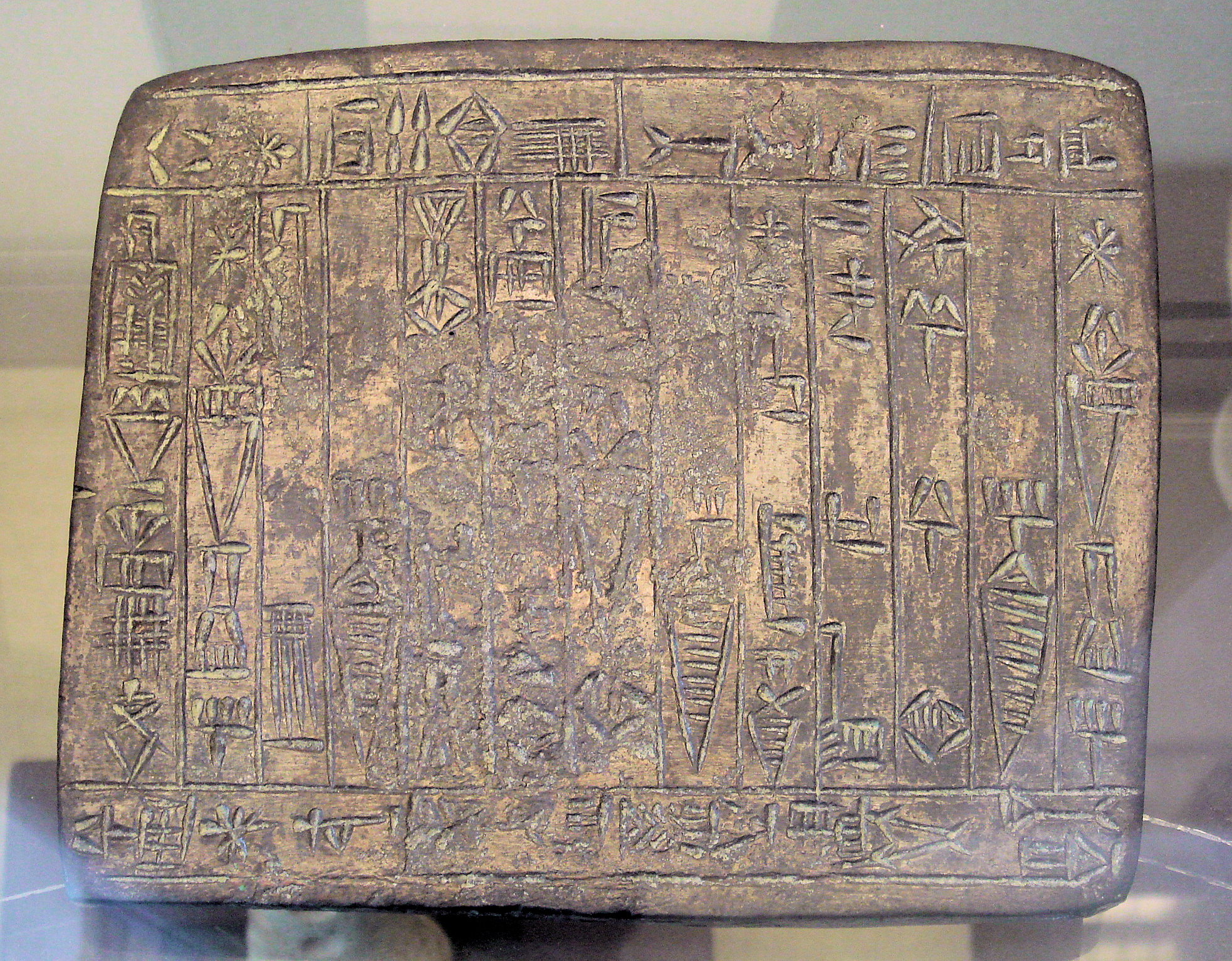
Табличка, посвященная Нергале. Найдена на территории Митанни.

Хурритская религия оказала большое влияние на религию хеттов. Из Кумманни в Киццуватне хурритская религия распространилась по территории всего Хеттского царства. Синкретизм объединил древнехеттскую и хурритскую религии. Хурритская религия распространилась в Сирию, где Ваал стал аналогом Тешуба. В различных формах хурриты оказали влияние на весь Древний Ближний Восток, за исключением Древнего Египта и Южной Месопотамии.
Хотя хурритский и урартский языки связаны между собой, между соответствующими системами верований мало общего.
Главными богами хурритского пантеона были:
- Тешуб, Тешуп, могучий бог погоды.
- Хепат, Гепа, его жена, богиня-мать, позднее приравненная к главной солнечной богине хеттов.
- Саррума, Шаррума, их сын, горный бог сирийского происхождения.
- Кумарби, бог зерна, отец Тешуба и «отец богов», подобный Энлилю; его домом, как описано в мифологии, является город Уркеш.
- Шаушка, Шауска, хурритский аналог Иштар и богиня любви, войны и исцеления.
- Шимеги, Шимеги, бог Солнца.
- Кушух, Кушух, бог луны и хранитель клятв. В хурритской иконографии символы солнца и полумесяца появляются вместе.
- Нергал, шумерское божество загробного мира, у которого был выдающийся храм в Уркеше в самый ранний период письменной хурритской истории. Возможно, это замена бога, хурритское имя которого в настоящее время неизвестно.
- Эа, Хайя, бог мудрости, также имевший шумерское происхождение.
- Аллани, богиня загробного мира.
- Ишара, богиня сирийского происхождения.
- Аштаби, бог войны.
- Нупатик, выдающийся бог с неопределенной функцией.
- Хутена и Хутеллура, богини судьбы и рождения.

Хурритские цилиндрические печати часто изображают мифологических существ, таких как крылатые люди или животные, драконы и другие монстры. Интерпретация этих изображений богов и демонов неизвестна. Они могли быть одновременно защитными и злыми духами. Некоторые напоминают ассирийского Шеду.
У хурритских богов не было «домашних храмов», как в месопотамской или древнеегипетской религии. Важным культовым центром был Кумманни в Киццуватне. Харран был религиозным центром бога луны, а у Шауши был важный храм в Ниневии, когда город находился под властью хурритов. Храм Нергала был построен в Уркеше в конце третьего тысячелетия до нашей эры. Город Кахат был религиозным центром в царстве Митанни.
Хурритский миф «Песнь об Улликумми», сохранившийся у хеттов, вероятно, является прототипом «Теогонии» Гесиода; кастрация Урана Кроносом может быть производной от катрацми Ану Кумарби, в то время как свержение Зевсом Кроноса и извержение Кроносом проглоченных богов подобны хурритскому мифу о Тешубе и Кумарби. Утверждалось, что поклонение Аттису основано на хурритском мифе.

## Культура и общество
Сведения о хурритской культуре основывается на археологических раскопках в таких местах, как Нузи и Алалах, а также на клинописных табличках, в основном из Хаттусы, столицы хеттов, цивилизация которой находилась под сильным влиянием хурритов. Таблички из Нузи, Алалаха и других городов с хурритским населением раскрывают особенности хурритской культуры, хотя они и были написаны на аккадском языке. Хурритские цлиндрические печати были тщательно вырезаны и часто изображали мифологических существ. Они являются ключом к пониманию хурритской культуры и истории.
Хурриты во 2-м тысячелетии были искусными керамистами. Их керамика обычно встречается в Месопотамии и в землях к западу от Евфрата; он высоко ценился в далеком Египте, ко времени Нового царства. Археологи используют термины «посуда Хабура» и «посуда Нузи» для обозначения двух типов керамики, изготовленной на круге, используемой хурритами. Посуда Хабура характеризуется красноватыми нарисованными линиями с геометрическим треугольным узором и точками, а посуда Нузи имеет весьма своеобразные формы и окрашена в коричневый или чёрный цвет. Они также были опытными в обработке стекла.
Хурриты имели репутацию в металлургии. Предполагается, что шумерский термин «медник» табира / тибира был заимствован из хуррита, что предполагает раннее присутствие хурритов до их первого исторического упоминания в аккадских источниках. Медь продавалась на юг, в Месопотамию, из горной местности Анатолии . Долина Хабура занимала центральное положение в торговле металлами, а медь, серебро и даже олово были доступны из стран, где доминировали хурриты, Киццуватна и Ишува, расположенных на Анатолийском нагорье. Золото было в дефиците, и письма Амарны сообщают нам, что оно было приобретено в Египте. Не так много образцов хурритских работ по металлу сохранилось, за исключением позднего Урарту. В Уркеше были обнаружены небольшие изящные бронзовые колышки для фундамента в виде львов .
Среди хурритских текстов из Угарита есть старейшие известные образцы письменной музыки, датируемые ок. 1400 г. до н. э. Среди этих фрагментов встречаются имена четырёх хурритских композиторов: Тапшиуни, Пудия(на), Урия и Аммия.

### Керамическая посуда

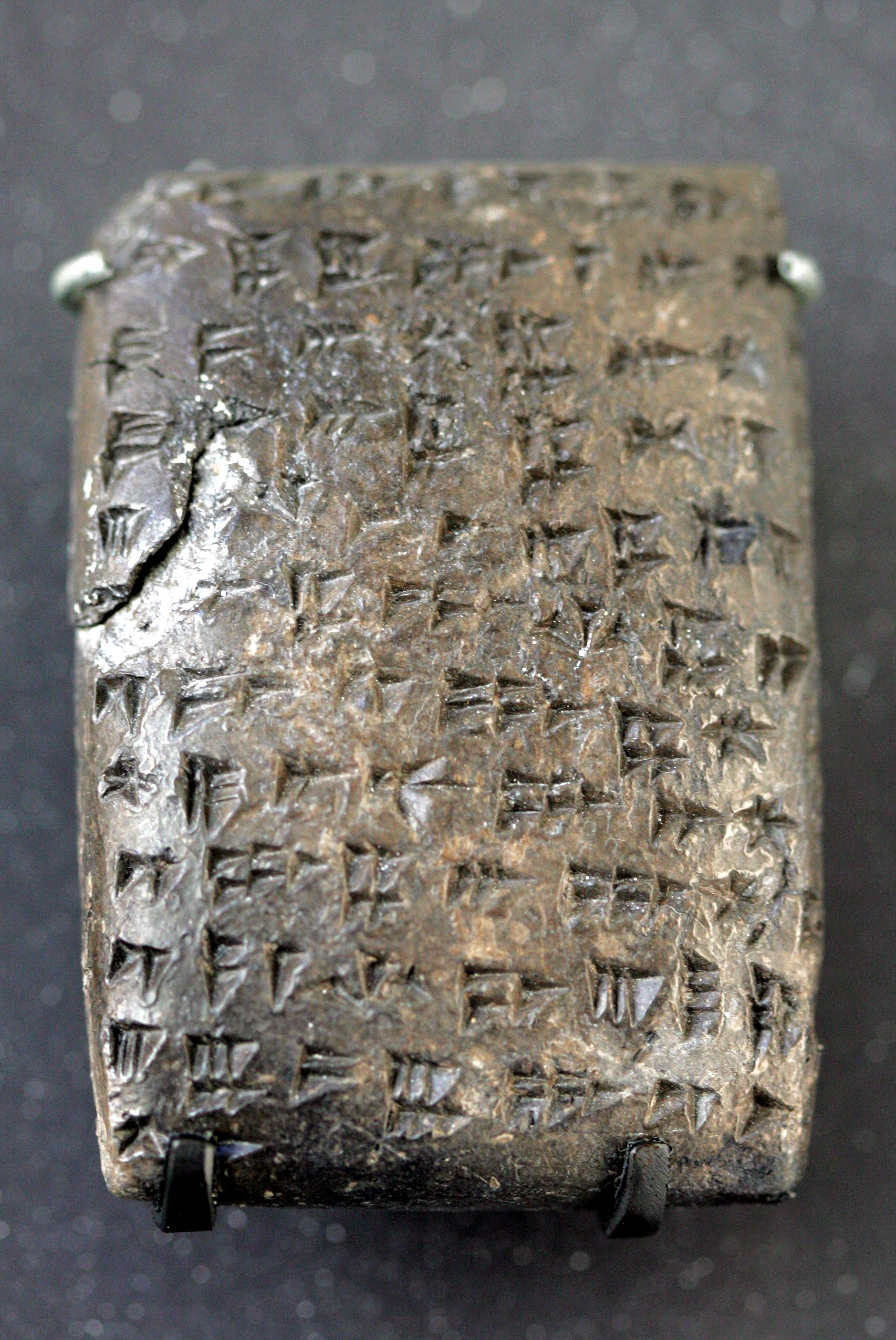
Надпись на хурритском языке

Хурриты были искусными керамистами. Их керамика встречается в Месопотамии и в землях к западу от Евфрата; её высоко ценили в далеком Египте, ко времени Нового Царства. Археологи используют термины «посуда Хабура» и «Посуда Нузи» для обозначения двух типов гончарных изделий, изготовленных хурритами. Для посуды Хабур характерны красноватые линии с геометрическим треугольным узором и точками, а для посуды Нузи характерные различные формы, часто они окрашены в коричневый или чёрный цвет.

### Металлургия
У хурритов была развита металлургия. Предполагается, что шумерский термин «медник» был заимствован из хурритского, что позволяет сделать вывод о более раннем присутствии хурритов в Месопотамии ещё задолго до их первого исторического упоминания в аккадских источниках. Медь продавалась на юг, в Месопотамию из высокогорья Анатолии . Долина Хабур занимала центральное место в торговле металлами, а медь, серебро и олово добывались из хурритских стран Киццуватна и Ишува, расположенных в Анатолийском нагорье. Сохранилось не так много примеров хурритской обработки металла, за исключением более позднего периода Урарту, в присутствовал довольно большой пласт хурритского населения. В Уркеше были обнаружены небольшие бронзовые фигурки львов.

### Конная культура
Культура Митанни была тесно связана с лошадьми. Название страны Ишува, которая, по всей видимости, имела значительное хурритское население, означало «конная земля» (также предполагается, что это название имеет анатолийские или протоармянские корни). Текст, обнаруженный в Хаттусе, посвящен дрессировке лошадей. В данном тексте человек, ответственный за дрессировку лошадей, был хурритом по имени Киккули.

### Музыка
Хурритские тексты Угарита — самые старые известные экземпляры письменной музыки, датируемые ок. 1400 г. до н. э. Среди этих фрагментов встречаются имена четырёх хурритских авторов песен: Тапшинуни, Пуйя, Урния и Аммийа.

## Дальнейшая история
После падения государства Митанни оставшаяся часть хурритов мигрировала в глубь Армянского нагорья. Существование союза племён Наири документально подтверждено с XIII века до н. э. Слово наири, по мнению ряда исследователей, было ассирийским названием народа хурритов, что дает ясную версию происхождения народов Урарту. Эта точка зрения подкрепляется исследованиями о связи языка Урарту с хурритским языком.
Впоследствии племенной союз Наири перерос в мощное государство Урарту, располагавшееся на территории Армянского нагорья (современные Армения, восточная Турция, северо-западный Иран и Нахичеванская АР Азербайджана) и занимавшее главенствующее положение среди государств Передней Азии в первой четверти I тысячелетия до н. э. В первой половине VIII века до н. э. Урарту взяло верх над своим постоянным соперником — Ассирией, однако уже в конце VII век до н. э. — начале VI век до н. э. баланс сил в Передней Азии изменился; и у Урарту, и у Ассирии появились новые опасные противники, которые в конце концов уничтожили оба государства. Против Урарту выступили скифы и киммерийцы с севера, а мидийцы с юго-востока. Мидийцы методично разрушили большинство урартских крепостей, включая столицы Урарту Тушпу и Русахинили.
В 331 году до н. э. с распадом ахеменидского государства под ударами македонских войск сатрапия Армения, располагавшаяся на территории древнего царства Урарту, получила фактическую самостоятельность. На её территории было создано Айраратское царство, в котором правила династия Ервандидов. В 190 году до н. э. в этих же границах возникла Великая Армения, просуществовавшая ещё ок. 600 лет.
Касательно культурной преемственности Урарту, то армяне, по мнению Дьяконова, «несомненно, преемники всего древнего населения нагорья, в первую очередь хурритов, урартов и лувийцев».